# Gracjan (imię)
Gracjan – imię męskie pochodzenia łacińskiego. Wywodzi się od gentilicium Gratius, utworzonego od rzeczownika gratia (łaska, uczynność, usłużność, wdzięk). Wśród imion nadawanych nowo narodzonym dzieciom Gracjan w 2017 r. zajmował 85. miejsce w grupie imion męskich. W 2022 imię to nosiło 14014 obywateli Rzeczypospolitej Polskiej (135. miejsce wśród imion męskich). 
Gracjan imieniny obchodzi 23 października. Szeroko znana data 18 grudnia to w rzeczywistości imieniny mało znanego w Polsce imienia Kacjan. 
Znane osoby noszące imię Gracjan:
- Gracjan – cesarz rzymski panujący w latach 375–383.
- Gracjan Fróg – kapitan piechoty i broni pancernych Wojska Polskiego, dowódca 3 Wileńskiej Brygady AK.
- Gracjan Majka – polski duchowny katolicki, autor książek o ojcu Pio.
- Józef Gracjan Brojnowski (1837–1913) – polski przyrodnik, artysta malarz.

Żeński odpowiednik: Gracjana, Gracjanna.